# Donnie Darko
Donnie Darko es una película estadounidense producida en 2000 y estrenada en 2001. Se trata de una película de terror y ciencia ficción. Ambientada en 1988, cuenta la historia de Donnie, un chico que tiene visiones sobre un siniestro conejo gigante llamado Frank que le predice el fin del mundo. 
Tuvo un presupuesto de 3,8 millones de dólares y se filmó en veintiocho días. Estuvo protagonizada por Jake Gyllenhaal, Jena Malone, Drew Barrymore, Mary McDonnell, Katharine Ross, Patrick Swayze, Seth Rogen, Noah Wyle y Maggie Gyllenhaal. Donnie Darko tuvo un estreno limitado, un mes tras el atentado a las Torres Gemelas (11 de septiembre de 2001). Después de haber sido llevada al mercado del vídeo doméstico, fue presentada en cines. Logró alcanzar la categoría de película de culto. En mayo de 2004 se lanzó al mercado la edición del director: Donnie Darko: The Director’s Cut. 
Donnie Darko solo logró recaudar 7,3 millones a nivel mundial. En 2008 se estrenó una secuela S. Darko: A Donnie Darko Tale que no dirigió Richard Kelly sino Chris Fisher, la cual no obtuvo el mismo éxito y fue fuertemente criticada.

## Argumento
El 2 de octubre de 1988, en la ciudad de Middlesex, Virginia, el problemático joven Donald "Donnie" Darko (Jake Gyllenhaal) camina sonámbulo fuera de su casa siguiendo una figura vestida con un monstruoso disfraz de conejo. La figura se presenta como "Frank" (James Duval) y le dice a Donnie el momento preciso en que el mundo se va a acabar: en 28 días, 6 horas, 42 minutos y 12 segundos (durante la fiesta de Halloween). Donnie vuelve a casa y descubre que un motor a reacción ha chocado contra su dormitorio (nadie de su familia ha resultado herido). Su hermana Elizabeth (Maggie Gyllenhaal) le dice que los investigadores de las FF. AA. no conocen el origen del artefacto.
Durante los siguientes días, Donnie sigue teniendo visiones de Frank, y sus padres Eddie (Holmes Osborne) y Rose (Mary McDonnell) lo envían a la psicoterapeuta Dra. Thurman (Katharine Ross), que cree que Donnie está separado de la realidad, y que sus visiones de Frank son "alucinaciones a la luz del día", sintomáticas de la esquizofrenia paranoica. Cuando Frank le cuenta a Donnie sobre el viaje en el tiempo, Donnie le pregunta a su profesor de ciencias, el Dr. Kenneth Monnitoff (Noah Wyle) al respecto, y tienen conversaciones en las que, entre otras cosas, mencionan que al haber un sinfín de posibilidades para un evento concreto, al darse una se anulan las demás. El Dr. Monnitoff le entrega a Donnie La filosofía de los viajes en el tiempo, un libro escrito por Roberta Sparrow (Patience Cleveland), una exmaestra de ciencias en la escuela que para entonces es una señora aparentemente senil que vive fuera de la ciudad. Donnie también comienza a salir con Gretchen Ross (Jena Malone), que se ha mudado recientemente a la ciudad con su madre bajo una nueva identidad para escapar de su violento padrastro.
Frank comienza a influir en las acciones de Donnie mediante el sonambulismo, incluida la inundación de su escuela secundaria al romper una tubería de agua. La profesora de gimnasia Kitty Farmer (Beth Grant) atribuye el acto de vandalismo a la influencia del cuento “Los destructores” de Graham Greene, asignado por una profesora llamada Karen Pomeroy (Drew Barrymore). En un momento dado, las visiones de Donnie lo llevan a descubrir el lugar en el que su padre esconde una pistola. Mientras tanto, la señora Farmer comienza a dar lecciones de actitud tomadas del famoso orador motivacional Jim Cunningham (Patrick Swayze), y hace arreglos para que él dé una conferencia en la escuela, en la que Donnie lo insulta. Más tarde, Donnie encuentra la billetera y la dirección de Cunningham, y Frank, que se le aparece con un ojo deshecho y sangrante, sugiere incendiar su casa. Los bomberos, que llegan a la conclusión de que el incendio no fue provocado, al apagar las llamas descubren un montón de pornografía infantil allí, y arrestan a Cunningham. La señora Farmer, que desea testificar en su defensa, le pide a la madre de Donnie que acompañe a Los Ángeles al grupo de baile al que pertenecen las hijas de ambas.
Con sus padres y su hermana más pequeña viajando, Donnie y Elizabeth organizan en casa una fiesta de disfraces de Halloween para celebrar la aceptación de Elizabeth en Harvard. En la fiesta, Gretchen llega angustiada porque su madre ha desaparecido. Donnie se da cuenta de que el tiempo profetizado por Frank está a solo unas horas de distancia. Lleva a Gretchen y otros dos amigos a visitar a Sparrow. En el lugar, que es prácticamente una casa abandonada, son atacados por dos matones de la escuela secundaria, Seth y Ricky. Donnie, Seth y Ricky discuten en medio de la carretera, justo cuando Sparrow vuelve caminando a casa y se detiene a mirar, un coche atropella sin querer a Gretchen, matándola. El conductor resulta ser Frank, el novio de Elizabeth, vestido con el mismo disfraz de conejo de las visiones de Donnie. Frank sale del coche, a preguntar si está muerta y Donnie le dispara, dándole en el ojo derecho.
Después Donnie lleva a Gretchen en brazos hasta su casa donde se despide de su hermana, y coge el coche mientras ve el agujero de gusano formándose encima de su casa.
Donnie conduce el coche hasta lo alto de una colina donde ve el agujero de gusano, en el que entra el avión en el que vuelven su madre y su hermana pequeña.
El avión es sacudido por el agujero de gusano, y de él se desprende la turbina que viaja por el agujero, Donnie vuelve al coche donde está Gretchen muerta, la mira y sonríe. Donnie retrocede en el tiempo hasta la noche en la que cae la turbina, riendo al darse cuenta de todo, se queda en la cama, donde esta vez la turbina lo mata salvando así a Gretchen, su madre, su hermana y a Frank.
Por la mañana los bomberos están en el accidente, donde toda su familia está consternada en el jardín. Gretchen viva al no haber conocido a Donnie le pregunta a una persona que había pasado, y este le dice que ha caído una turbina y ha matado a un chico. Gretchen ve a la madre de Donnie y ambas se saludan con la sensación de conocerse.

## Reparto
- Jake Gyllenhaal como Donald "Donnie" Darko.
- Jena Malone como Gretchen Ross.
- Mary McDonnell como Rose Darko (madre de Donnie).
- Holmes Osborne como Eddie Darko (padre de Donnie).
- Maggie Gyllenhaal como Elizabeth Darko (hermana mayor de Donnie).
- Daveigh Chase como Samantha Darko (hermana menor de Donnie, protagonista de la secuela de esta película).
- Katharine Ross como la Dra. Lilian Thurman (psicóloga de Donnie).
- James Duval como Frank (conejo; amigo de Elizabeth Darko).
- Drew Barrymore como Karen Pomeroy (profesora de Literatura).
- Noah Wyle como el profesor Kenneth Monnitoff (profesor de Ciencias y aparentemente pareja de Karen Pomeroy).
- Patrick Swayze como Jim Cunningham.
- Beth Grant como Kitty Farmer (la profesora de gimnasia y madre de una alumna).
- Tiler Peck como Beth Farmer.
- Mark Hoffman como oficial de policía.
- David St. James como Bob Garland.
- Jolene Purdy como Cherita Chen (compañera china en la escuela de Donnie, enamorada de él).
- Stuart Stone como Ronald Fisher (uno de los dos agresivos compañeros de Donnie).
- Seth Rogen como Ricky Danforth (el otro agresivo compañero de secundaria).
- Patience Cleveland como la Abuela Muerte (la escritora Roberta Sparrow).
- David Moreland como el Sr. Cole (director de la escuela de Donnie).
- Jack Salvatore Jr. como Larry Riesman, compañero de Donnie en la escuela.
- Tom Tangen como el gordo vestido con ropa deportiva roja.
- Ashley Tisdale como Kim, Dorky Girl.
- Jerry Trainor como Lanky Kid.
- Gary Lundy como Sean Smith.
- Alex Greenwald como Seth Devlin.
- Arthur Taxier como el Dr. Fisher
- Kristina Malota como Susie Bates.
- Marina Malota como Emily Bates.
- Carly Naples como Suzy Bailey.
- Jazzie Mahannah como Joanie James.
- Lisa K. Wyatt como Linda Connie.
- Rachel Winfree como Shanda Riesman.
- Lee Weaver como Leroy.
- Phyllis Lyons como Anne Fisher.
- Alison Jones como Dorky Half-Sister.
- Joan Blair como una mujer misteriosa.
- Sarah Hudson como amiga.
- Fran Kranz como pasajero.
- Scotty Leavenworth como David, el vecino de enfrente de Donnie, que lamenta su muerte.
- Conrad Angel Corral como vicedirector (sin acreditar).
- Phil Hawn como maestro (sin acreditar).
- Nancy Juvonen como azafata (sin acreditar).
- Margaret Kontra Palmer como madre preocupada (sin acreditar).
- Dee Austin Robertson como vendedor de entradas en el cine (sin acreditar).
- Jack Truman como maestro (sin acreditar).

## Cadena de eventos
- Frank saca a Donnie de su habitación y posteriormente de su hogar, iniciando una paradoja de predestinación. Frank dice que el universo tangencial colapsará en poco más de veintiocho días.
- Al día siguiente, Donnie va a la escuela. Su profesora de Literatura (Drew Barrymore), extrañamente, le dice a la chica nueva, Gretchen que se siente al lado del chico que le parezca más guapo, y al ver que mira con curiosidad a Donnie, la sienta a su lado. Esa noche, Frank se aparece y le dice a Donnie que inunde la escuela.
- Como resultado, Donnie acompaña a Gretchen a su casa y le pregunta si quiere salir con él.
- En una de sus salidas, en el cine, Frank aparece y ordena a Donnie que incendie la casa de Jim Cunningham, una celebridad de Middlesex que da cursos de autoayuda. Cuando los bomberos investigan el incendio, descubren una habitación secreta, llena de material pedófilo.
- Como resultado, la profesora de Educación Física de Donnie, piensa que hay una conspiración alrededor de Cunningham, y por eso decide ayudarlo.
- En consecuencia la madre de Donnie debe sustituir a la profesora de educación física como responsable del grupo de baile de su hija y amigas (Sparkle Motion), que fue seleccionado para competir en el concurso «Búsqueda de Estrellas 1988» (Star Search ’88). Después de competir, el grupo viaja de vuelta a casa en el avión cuyo motor se transforma en el «artefacto» del universo tangencial.
- La hermana mayor de Donnie, Elizabeth, es aceptada en Harvard. A causa de esto, Donnie y ella pueden tener una fiesta en su casa, ya que sus padres se encuentran fuera del pueblo. En esa fiesta, se produce un interludio romántico entre Donnie y Gretchen. Frank, el novio de Elizabeth, sale de la fiesta con un amigo a comprar más cerveza.

## El montaje del director
Richard Kelly ha presentado sus propias reflexiones acerca de la película en la edición Director’s Cut, del DVD. Esta edición incluye el libro ficticio La filosofía del viaje en el tiempo, así como varias entrevistas. Su opinión acerca de la película es la siguiente:

A medianoche, el universo tangencial se separa del universo primario, gracias a la aparición de un artefacto, representado por un motor de avión. Los universos tangenciales son inestables y generalmente colapsan en menos de un mes, llevándose el universo primario consigo, si no es cerrado previamente. Cerrar el universo tangencial es un deber del receptor vivo (Donnie), el cual le da superpoderes para realizar su tarea. Aquellos que hayan muerto dentro del universo tangencial se transforman en los muertos manipulados (Frank y ―de acuerdo con la última hoja del libro La filosofía del viaje en el tiempo― Gretchen), que también reciben ciertos poderes, y entienden lo que pasa, y la habilidad de contactar con el receptor vivo a través de la cuarta construcción dimensional (el agua). Todos los que rodean al receptor vivo son los manipulados vivos que (inconscientemente) son empujados a llevar al receptor vivo a cumplir su destino, cerrar el universo tangencial y, aparentemente, a morir por el artefacto.
Richard Kelly, guionista y director de Donnie Darko

A pesar de que los últimos veintiocho días realmente nunca sucedieron, algunos de los manipulados serán acechados en sus sueños por sus experiencias dentro del universo tangencial.
Hay pedazos de evidencia que prueban esto. Frank tocando su ojo en el montaje del director y Gretchen saludando a la madre de Donnie prueban que algunos de los personajes tienen cierto conocimiento de lo que pasó en el mundo perdido. Podemos ver a Jim Cunningham llorando al final cuando despierta asqueado de sí mismo. Diez días después limpia su agujero de pornografía infantil y se pega un tiro en el hoyo 14 del campo de golf, su secreto nunca es revelado.

## Estreno
Debido a que la película toca el tema de los accidentes de avión la película tuvo un estreno limitado pues se estrenó el 26 de octubre, un mes después de los ataques del 11 de septiembre. Posteriormente fue retenida durante casi un año para su estreno internacional. Kelly dijo que tomó casi seis meses vender la película. Tuvimos que rogar que la pusieran en los cines. El cineasta Christopher Nolan intervino y convenció a Newmarket de que la estrenaran en los cines.

## Reacción de la crítica
La película recibió la aclamación de la crítica, con elogios hacia la actuación, la atmósfera y la escritura no convencional. Rotten Tomatoes la puntuó con un 86 % sobre 100, con un promedio de 7.6 / 10 a partir de 115 reseñas. El primer largometraje de Donnie Darko, de Richard Kelly, es una visión atrevida y original, repleta de ideas e inteligencia discordantes y presentando una notable actuación de Jake Gyllenhaal como el problemático personaje del título.

## Banda sonora
La banda sonora fue creada por Michael Andrews y fue estrenada en 2002. Consiste en 16 pistas instrumentales y dos versiones de la canción «Mad World» de Tears for Fears.

### Lista de canciones
1. "Carpathian Ridge" – 1:35
2. "The Tangent Universe" – 1:50
3. "The Artifact and Living" – 2:30
4. "Middlesex Times" – 1:41
5. "Manipulated Living" – 2:08
6. "Philosophy of Time Travel" – 2:02
7. "Liquid Spear Waltz" – 1:32
8. "Gretchen Ross" – 0:51
9. "Burn It to the Ground" – 1:58
10. "Slipping Away" – 1:17
11. "Rosie Darko" – 1:25
12. "Cellar Door" – 1:03
13. "Ensurance Trap" – 3:11
14. "Waltz in the 4th Dimension" – 2:46
15. "Time Travel" – 3:01
16. "Did You Know Him?" – 1:46
17. "Mad World" – 3:08
18. "Mad World (Alternate Mix)" - 3:37

### Reestreno británico en 2004
Coincidiendo con el estreno del montaje del director, se publicó una versión expandida de dos discos en el Reino Unido en 2004. Esta versión incluye canciones pop y alternativas de la música de los años 1980.
1. "Never Tear Us Apart" por Inxs – 3:05
2. "Head Over Heels" por Tears for Fears – 4:16
3. "Under the Milky Way" por The Church – 4:58
4. "Lucid Memory" por Sam Bauer y Gerard Bauer – 0:46
5. "Lucid Assembly" por Gerard Bauer y Mike Bauer – 0:52
6. "Ave Maria" por Vladimir Vavilov y Paul Pritchard – 2:57
7. "For Whom the Bell Tolls" por Steve Baker y Carmen Daye – 3:12
8. "Show Me (Part 1)" por Quito Colayco y Tony Hertz – 2:05
9. "Notorious" por Duran Duran – 4:00
10. "Stay" por Oingo Boingo – 3:38
11. "Love Will Tear Us Apart" por Joy Division – 3:23
12. "The Killing Moon" por Echo & the Bunnymen – 5:55

## Secuela
En el 2008 se estrenó S. Darko: A Donnie Darko Tale secuela que transcurre 8 años después de los acontecimientos de la primera película y centrada en la hermana menor de Donnie, Samantha Darko (Daveigh Chase) que nuevamente retomó su personaje.
El filme estuvo dirigido por Chris Fisher y la historia narró las aventuras y desventuras de Samantha en su viaje hacia Los Ángeles. La chica comienza a experimentar visiones y alucinaciones, tal como las tuvo su hermano, que la alertan de una posible destrucción del universo.